# Виколи
Виколи (итал. Vicoli) — коммуна в Италии, располагается в регионе Абруццо, в провинции Пескара.
Население составляет 426 человек (2008 г.), плотность населения составляет 48 чел./км². Занимает площадь 9 км². Почтовый индекс — 65010. Телефонный код — 085.

## Демография
Динамика населения:

## Администрация коммуны
- Официальный сайт: